# Fotoepilace
Fotoepilace, někdy také mylně nazývána jako trvalá epilace, je epilace provedená pomocí laseru nebo IPL světlem. Přestože cíl fotoepilace je shodný s klasickou epilací, tedy odstranění nechtěného ochlupení, prostředky a způsob dosažení výsledku je výrazně odlišný. Oproti klasické epilaci, kdy se odstraňuje ochlupení nebo vlasy klasickými metodami - krémy, pinzetou, voskem atd., fotoepilace používá metodu selektivní fototermolýzy.
Fotoepilace je často v hovorové řeči zaměňována s fotodepilací, jejíž provedení by bylo v praxi velmi komplikované až nelogické. Epilace se od depilace liší následovně: depilace je pouhé zkrácení chloupku nad povrchem pokožky, jeho kořínek se neodstraní a chloupek tak pokračuje v růstu i nadále, pokud tedy mluvíme o depilaci, máme na mysli "holení" pomocí žiletky nebo břitvy. Epilace je na rozdíl od toho způsob odstranění chloupku i s jeho kořínkem, tedy vytržením z jeho folikulu pomocí dříve zmíněných metod (pinzetou, krémy, voskem atd.). Depilace nijak neovlivňuje životní cyklus chloupku, kdežto epilace ano.

## Melanin
Melanin je barvivo zodpovědné za zbarvení chloupků i pokožky. Z hlediska principu IPL epilace je zcela zásadní. Nejvíce melaninu se nachází v koříncích chloupků, v pouzdře, ze kterého vyrůstají. Čím více melaninu, tím je chloupek či kůže tmavší. Výjimkou jsou blond, zrzavé nebo šedé chloupky, které obsahují malé množství melaninu (na ty není IPL epilace účinná). Ideální je, když je mezi zbarvením chloupku a pokožky vysoký kontrast, a to z důvodu, že IPL světlo je soustředěno právě na melanin. Vysoký kontrast zajistí, že IPL světlo je pohlceno chloupkem a ne samotnou pokožku. V případě velmi tmavé pokožky by bylo IPL světlo pohlceno pokožkou samotnou a mohlo by dojít k popálení.

## Intenzivní pulzní světlo (IPL) a E- LIGHT
Intenzivní pulzní světlo je zkracováno jako IPL podle anglického názvu Intense Pulsed Light. 
Jedná se o širokospektrální světelný výboj, podobný laserovému paprsku, který produkuje xenonová výbojka. Ta je umístěna ve světlovodivé komoře, která usměrňuje světelný tok a v ideálním případě je vyrobena z tzv. safírového skla. V závislosti na použitém krystalu (filtru) dochází k různým lomům světla a k produkci různých vlnových délek. Nastavením frekvence při emisi fotonů a také intenzitě (výkonu) světla je možné dosáhnout léčení ošetřované pokožky v dermatologii, epilaci v kosmetických salonech i v pohodlí domova nebo též k omlazování pleti.
Intenzivní pulzní světlo se dnes používá jako jedna z metod epilace. IPL chloupek odstraní zničením vlákna včetně kořínku prostřednictvím selektivní fototermolýzy, to znamená, že dojde k zahřátí chloupku, aniž by se poškodila okolní tkáň.
IPL technologie redukuje růst chloupků, neodstraňuje je však permanentně. Redukce ochlupení a doba trvání epilace IPL metodou závislosti na konkrétní partii těla, množství melaninu (zbarvení chloupku) a odstínu pokožky. Kromě epilace lze dosáhnout celkového omlazení pokožky - fotorejuvanci. IPL má svůj význam také v léčbě Rosacei, akné, pigmentových a stařeckých skvrn a dalších diagnóz. 

## Jak fotoepilace funguje?
Technologie IPL epilace umožňuje zničení buněk vlasového váčku prostřednictvím výběrové neboli selektivní fototermolýzy. Tmavý pigment, který se nazývá melanin, dodává chloupku jeho zbarvení. Dovede pohlcovat intenzivní pulzní světlo (IPL) pulzního světelného systému neboli laseru. Vlasový folikul se rozehřeje asi na 70 °C, buňky v něm jsou tepelně zničeny a nakonec vypuzeny z těla bez toho, aby byly poškozeny okolní tkáně. Dojde-li k úplnému poškození folikulu, z místa už nemůže vyrůst další chloupek – odstranění je trvalé. Fotoepilace je vhodná pro muže i ženy.

## Kontraindikace
- rakovina kůže, těhotenství, kůže spálená nebo zraněná silným slunečním zářením
- akutní kožní infekce (otevřené rány)
- olupování kůže (musí se počkat až doroste kůže nová)
- diabetes, srdeční choroby, kovy v těle, umělé kosti v obličeji, citlivá pleť
- lupénka, pacienti s kardiostimulátorem